# Гуань (Ланфан)
Гу’а́нь (кит. упр. 固安, пиньинь Gù'ān) — уезд городского округа Ланфан провинции Хэбэй (КНР).

## История
При империи Хань здесь существовал уезд Фанчэн (方城县). При империи Суй в 586 году был образован уезд Гу’ань. При империи Юань в 1263 году он был поднят в статусе до области Гу’ань (固安州), при империи Мин в 1368 году вновь понижен в статусе до уезда.
В августе 1949 года был образован Специальный район Баодин (保定专区), и уезд вошёл в его состав. В 1954 году уезд был передан в состав Специального района Тунсянь (通县专区). В 1958 году Специальный район Тунсянь был расформирован, и уезд перешёл в состав Специального района Тяньцзинь (天津专区). В декабре того же года Специальный район Тяньцзинь также был расформирован; уезды Юнцин и Гу’ань были присоединены к уезду Басянь, который перешёл в непосредственное подчинение властям Тяньцзиня. В 1961 году Специальный район Тяньцзинь был восстановлен, и уезд Басянь вновь вошёл в его состав; при этом из него был выделен уезд Юнцин. В 1962 году из уезда Басянь был выделен уезд Гу’ань.
В 1967 году Специальный район Тяньцзинь был переименован в Округ Тяньцзинь (天津地区). В 1973 году Округ Тяньцзинь был переименован в Округ Ланфан (廊坊地区). В сентябре 1988 года решением Госсовета КНР округ Ланфан был преобразован в городской округ Ланфан.

## Административное деление
Уезд Гу’ань делится на 5 посёлков и 4 волости.